# Gloria Polo
Gloria Constanza Polo Ortiz (ur. 30 listopada 1958 w Neiva) – kolumbijska mistyczka katolicka, z zawodu dentystka i wykładowca uniwersytecki.

## Biografia
Urodziła się w 1958 roku w Neiva w Kolumbii w rodzinie katolickiej. Jej rodzicami byli Guillermo Polo i Mariela Ortiz. Ukończyła Narodowy Uniwersytet Kolumbii. Po studiach praktykowała jako lekarz stomatolog oraz wykładała na uniwersytecie.
5 maja 1995 roku uległa ciężkiemu wypadkowi. W drodze do biblioteki uniwersyteckiej w Bogocie została trafiona przez piorun. Przez kilka dni leżała w szpitalu w śpiączce. Lekarze nie dawali szans na przeżycie, gdyż organy wewnętrzne były uszkodzone. Lekarze uważali, że jej nerki nie będą już funkcjonować. Po kilku dniach Gloria Polo zaczęła wracać do zdrowia, wprawiając w zdumienie lekarzy. Wypadek był szeroko opisywany w kolumbijskich mediach.
Według jej relacji podczas swojej śmierci klinicznej miała doznać duchowego przeżycia. Stanęła twarzą w twarz z Jezusem, który przeprowadził sąd szczegółowy z całego jej życia. Okazało się, że jej życie na Ziemi było dalekie od ideału. Groziło jej wieczne potępienie za liczne grzechy, których się dopuściła (m.in. aborcja). Jednak według niej samej Jezus dał jej drugą szansę i pozwolił jej wrócić na Ziemię, by mogła zdać relację z tego, co widziała.
Gloria Polo uznała, że jej wyzdrowienie miało ponadnaturalny charakter. Obecnie jeździ po całym świecie spotykając się z ludźmi i zdając relację ze swojego przeżycia. Publikuje też książki opisujące je.

## Publikacje Glorii Polo
- Estuve a las puertas del cielo y del infierno. Nuevo testimonio de la Dra. Gloria Polo
- Illusione o realtà. Studio critico sulla testimonianza della dott. sa Gloria Polo e le esperienze di premorte